# Le Nouvelliste de Lyon
Pour les articles homonymes, voir Le Nouvelliste.
Le Nouvelliste de Lyon était un journal quotidien français, basé à Lyon, publié du 15 mai 1879 au 27 août 1944.

## Histoire
Conçu comme un journal catholique et populaire au moment où la presse conservatrice d'informations était soutenue par le diocèse de Lyon,, Le Nouvelliste de Lyon était un quotidien, grand format à un sou (5 centimes). Il était le grand concurrent du journal Le Progrès et fut diffusé dans une quinzaine de départements.
Ses bureaux étaient situés au 14, rue de la Charité à Lyon et 26 rue Feydeau à Paris. En 1898, le siège du journal fut placé sous la protection de Jeanne d'Arc, dont une statue sculptée par Paul-Émile Millefaut orne la façade.
Pendant 40 ans, son directeur sera l'économiste lyonnais et professeur de droit Joseph Rambaud, père de douze enfants et ancien zouave pontifical, qui fonde et dirige également Le Nouvelliste de Bretagne, vendu cependant en 1905 à La Presse régionale. Par accord avec d'autres feuilles, lui et ses amis créent, autour de leur bureau de rédaction à Paris, un service commun aux différents quotidiens catholiques qu'ils gèrent. Parmi eux, il y a L'Éclair de Montpellier, lancé contre Le Petit Méridional, Le Nouvelliste de Bordeaux, pour s'opposer à La Petite Gironde fondée en 1872, L'Express du Midi, opposée à La Dépêche du Midi, Le Journal de Roubaix et La Dépêche de Lille. 
Des tentatives de création d'un Nouvelliste de Nantes puis d'un Nouvelliste de Bordeaux n'ont jamais eu un grand succès. Au moment où éclate la Première Guerre mondiale, le rédacteur en chef du Nouvelliste est Ernest Le Clerc. Dirigé de 1919 à 1932 par Régis Rambaud, fils du fondateur, il atteignit un tirage de près de 200 000 exemplaires par jour. L'autre fils de Joseph, Henri Rambaud, devint aussi journaliste et écrivain. Le groupe de presse accueillit les journaux de Paris repliés après l'armistice de 1940 et imprima notamment Le Figaro. Après une tentative de sabordage refusé par le conseil d'administration, Henri Rambaud, dernier fils du fondateur, se retira du titre en 1942 et entra en résistance au sein de la presse clandestine lyonnaise.
Un faux numéro du Nouvelliste fut imprimé et distribué par les Mouvements unis de la Résistance (MUR) à Lyon le 31 décembre 1943. 
Après la Seconde Guerre mondiale, Le Nouvelliste fut interdit de publication pour cause de collaboration. Il bénéficia d'une mesure de grâce présidentielle par le président Coty.

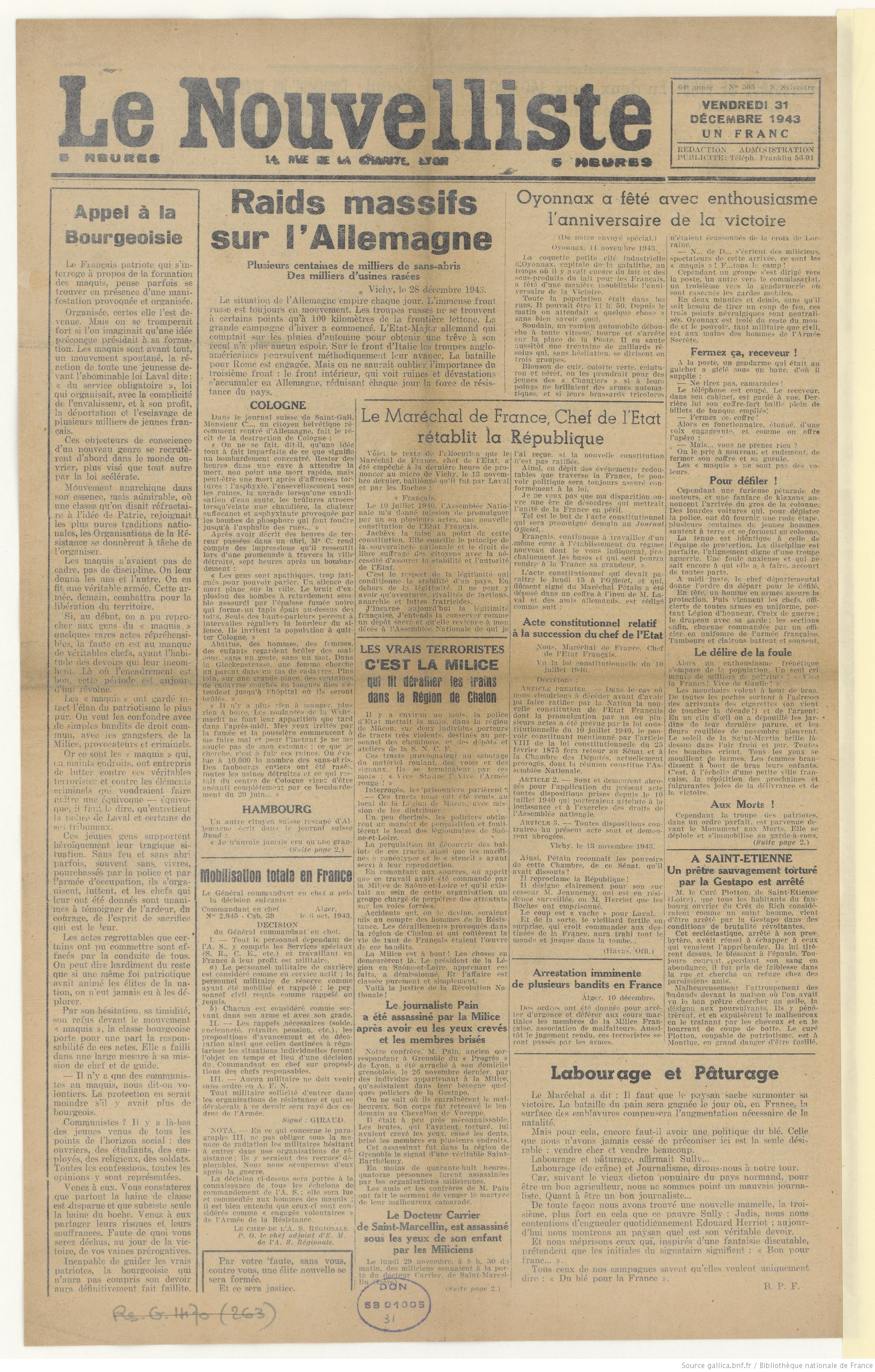
Faux Nouvelliste, page 1
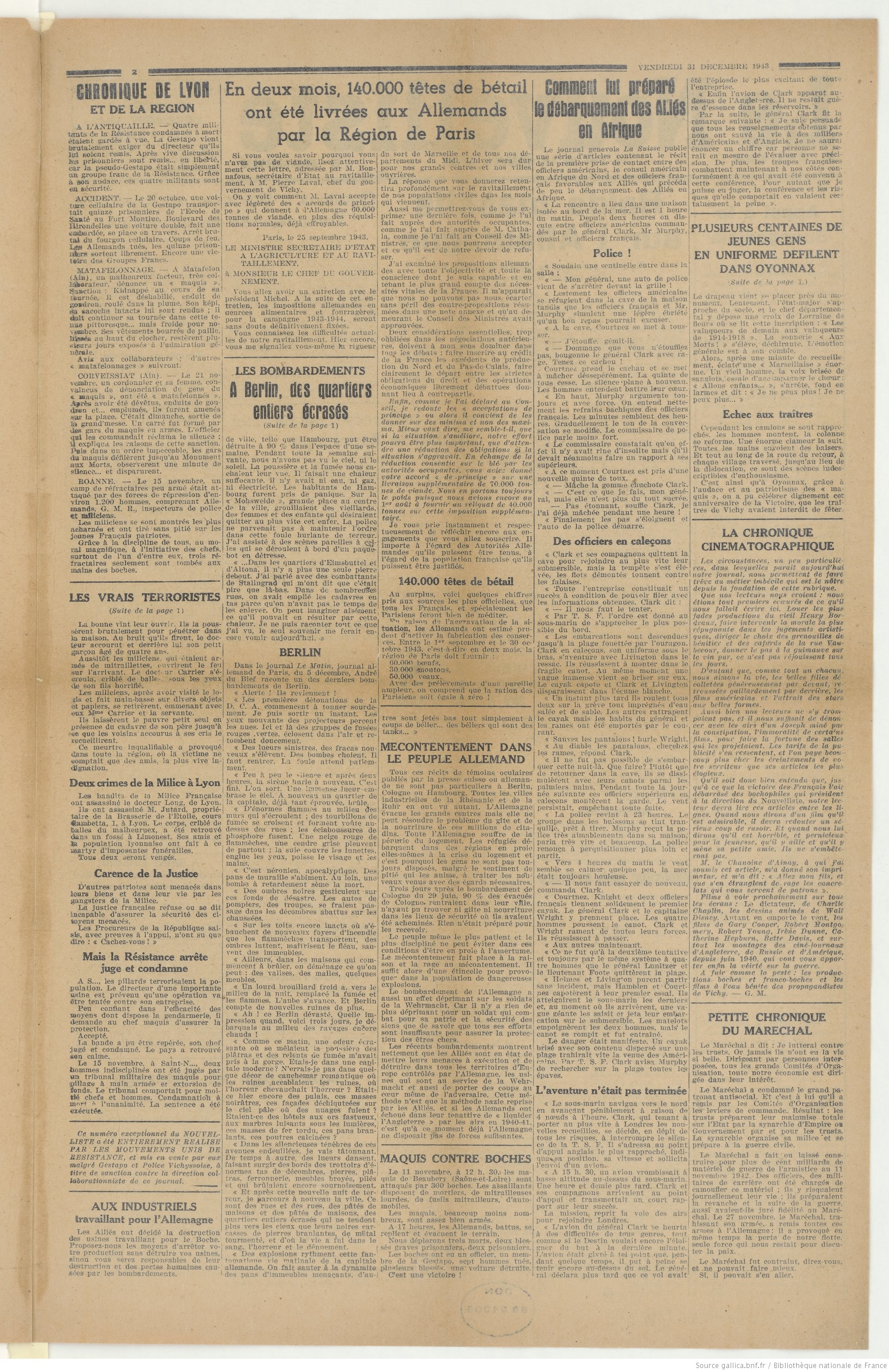
Faux Nouvelliste, page 2